# Aleksander Waszka
Aleksander Waszka (ur. 14 kwietnia 1987) – polski futsalista, bramkarz, obecnie zawodnik Gwiazdy Ruda Śląska.
Aleksander Waszka od początku sezonu 2014/2015 jest zawodnikiem Gwiazdy Ruda Śląska, do której przeszedł z Rekordu Bielsko-Biała. Z Rekordem Waszka zdobył Mistrzostwo Polski w sezonie 2013/2014. Na początku tego samego sezonu zdobył także Superpuchar Polski. Sezon wcześniej natomiast wygrał rozgrywki o Puchar Polski. Wcześniej był zawodnikiem Clearexu Chorzów oraz Futsal Club Siemianowice Śląskie. Zawodnik ten ma na swoim koncie także występy w reprezentacji do lat 21.